# فرانسیسکو پالمیرو
فرانسیسکو پالمیرو (انگلیسی: Francisco Palmeiro؛ ۱۶ اکتبر ۱۹۳۲ – ۲۲ ژانویهٔ ۲۰۱۷) یک ورزشکار اهل پرتغال بود.
از باشگاه‌هایی که در آن بازی کرده‌است می‌توان به بنفیکا اشاره کرد.
وی همچنین در تیم ملی فوتبال پرتغال بازی کرده است.